# Messor kardamenae
Messor kardamenae (лат.) — вид муравьёв-жнецов трибы Stenammini из подсемейства мирмицины. Греция (острова Додеканес: Кос, Нисирос, Родос, Тилос).

## Этимология
Назван в честь Кардамены (Kardamena), женщины, от имени которой произошло название типового местонахождения Messor kardamenae. Сейчас Кардамена — это небольшой город, расположенный на середине южного побережья острова Кос.

## Описание
Мелкие муравьи-жнецы. От близких видов отличается следующими признаками: ширина головы солдат более 2,6 мм, затылочные углы головы с 7—11 (изредка 12 или 13) крупными волосками; постпетиолус с широким прикреплением к брюшку, индекс соотношения ширины постпетиоля к ширине петиоля PPW/PW у крупных рабочих более 1,3 (в среднем 1,39). Окраска тела изменчива, голова обычно полностью черная, только мандибулы красноватые или красновато-коричневые и лобный треугольник красноватый, часто передний край щеки также красноватый, изредка у рабочих средних размеров вершина с красноватым оттенком. Мезосома от преимущественно красная до преимущественно коричневой или черной с красноватыми пятнами. У наиболее темных популяций бока мезосомы в основном коричнево-черные с красноватыми пятнами на боках переднеспинки и верхних частях мезонотума и проподеума, но с красноватым или красновато-коричневым спинным покровом. Стебелёк между грудкой и брюшком состоит из двух члеников: петиолюса и постпетиолюса (последний четко отделен от брюшка), жало развито, куколки голые (без кокона). Предположительно, как и близкие виды, собирают семена растений.